# Alekséi Voyevodin
Alekséi Nikolayevich Voyevodin, (Алексей Николаевич Воеводин , Saransk, 26 de julio de 1980) es un atleta ruso especializado en marcha atlética. Sus mayores éxitos los ha conseguido marchando sobre la distancia de 50 kilómetros.
Ha acudido a una cita olímpica en los Juegos Olímpicos de Atenas de 2004, donde consiguió la medalla de bronce.
En 2011, con motivo del Campeonato Mundial de Atletismo de 2011 delebrado en la ciudad Coreana de Daegu se alzó con la medalla de plata.
De las ocasiones en que ha acudido al Campeonato Mundial de Atletismo cabe resaltar el año 2003 en Paris Saint-Denis, donde terminó cuarto, y el año 2005 en Helsinki, donde consiguió la medalla de plata al quedar segundo.
En la Copa del Mundo de Marcha Atlética es donde Voyevodin ha realizado sus actuaciones más exitosas. Tanto en Turín en 2006 como en Naumburg en 2008 se alzó con sendas medallas de oro en la distancia de 50 kilómetros.
El 5 de agosto de 2008, Voyevodin y sus compañeros de entrenamiento, Serguéi Morozov, Víktor Burayev y Vladimir Kanaykin, así como a Ígor Yerojin y Anatoli Kukushkin fueron sentenciados por IAAF a permanecer apartados de la competición durante dos años después de dar positivo en pruebas de eritropoyetina (EPO).

## Mejores marcas personales
| Mejores marcas personales | Mejores marcas personales | Mejores marcas personales | Mejores marcas personales |
| Distancia                 | Tiempo                    | Lugar                     | Fecha                     |
| ------------------------- | ------------------------- | ------------------------- | ------------------------- |
| 20.000 m                  | 1h:22:55.0                | Izhevsk, Rusia            | 8 de septiembre de 2001   |
| 20 km.                    | 1h:19:31                  | Cheboksary, Rusia         | 30 de agosto de 1998      |
| 30 km.                    | 2h:05:18                  | Ádler, Rusia              | 8 de febrero de 2004      |
| 35 km.                    | 2h:26:25                  | Ádler, Rusia              | 8 de febrero de 2004      |
| 50 km.                    | 3h:38:01                  | Saint-Denis, Francia      | 27 de agosto de 2003      |
| PC - Pista Cubierta       |                           |                           |                           |